# أندريه فيدركير
أندريه فيدركير هو لاعب كرة قدم سويسري في مركز الوسط، ولد في 20 أبريل 1970. لعب مع نادي لوزان.